# Caserío Larrea
El caserío Larrea en Villabona (Guipúzcoa, País Vasco) es un edificio situado sobre una loma al Sur del barrio de Amasa, al pie del monte Loatzo. 
El edificio es de planta rectangular. Consta de dos plantas y desván, cubierta de madera a dos aguas con gallur perpendicular a la fachada principal.

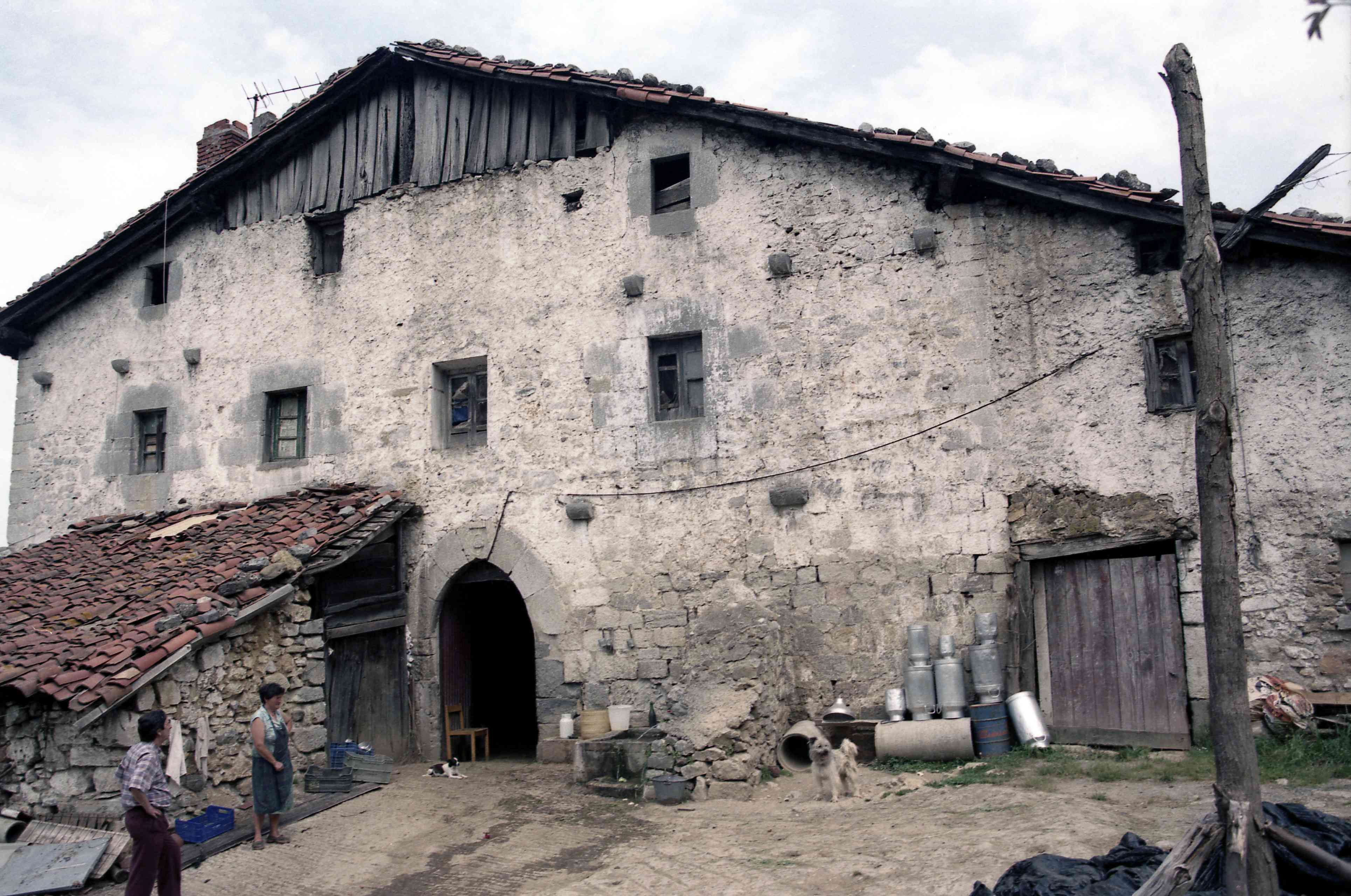
Vista general

En planta baja de la fachada principal, presenta aparejo gótico en zonas bajas, mampostería en la zona alta. Dos líneas de modillones entre plantas destacan en la fachada. Un acceso en arco apuntado situado en la parte central de la fachada, posee una dovela donde figura tallada una olla. La primera planta presenta una serie de cuatro huecos de ventana alineados. El desván presenta cierre en tablazón. La fachada noroeste tiene un acceso dintelado y un hueco de ventana. En primera planta, cuatro huecos de ventana alineados completan la fachada. La fachada sureste no destaca en este edificio, ya que, debido a la inclinación del terreno, tiene la entrada al pajar, a la altura del terreno, además de un anejo construido junto al edificio, cerrando la fachada por este lado. La fachada NE no es visible desde el exterior pues se halla tapada por un anejo que presenta el paño de la cubierta perpendicular al edificio principal. Presenta en su parte baja aparejo gótico. Todas las sillerías son de piedra caliza.
La entrada principal da acceso al edificio. Presenta la cocina completa, con fuego bajo tradicional y fregadero de piedra a la izquierda de la entrada. En frente se encuentra el ganado con los pesebres, junto a la cocina. Por la escalera situada a la derecha se sube al primer piso que está dividido en diversas dependencias, con tabiques en ladrillo y yeso, tablazón machihembrado y entramado entre mamposterías. Por otra sección de escalera se asciende al desván que está también en parte dividido. Catorce postes de madera de roble enterizos y cuatro bernias de lagar gótico con sus correspondientes tornapuntas ensambladas en colas de golondrina sostienen la armadura de este edificio. El lagar de viga se halla casi completo pues conserva las cuatro bernias y la masera.